# Dennis Donkor
Dennis Donkor (Anversa, 15 luglio 1991) è un cestista belga.

## Palmarès
- Coppa del Belgio: 2

Anversa Giants: 2019, 2020